# Felipe Contepomi
Felipe Contepomi (* 20. srpna 1977, Buenos Aires) je bývalý argentinský ragbista, který hrál jako útoková spojka a tříčtvrtka. V roce 2017 byl jmenován do Světové síně slávy ragby. S Argentinou skončil třetí na MS 2007. S 91 body byl druhý v bodování turnaje. V témže roce byl mezi nominovanými na cenu pro nejlepšího hráče světa. Nastoupil za svou reprezentaci k 87 zápasům a připsal si 651 bodů.
S irským klubem Leinster vyhrál v roce 2008 Keltskou ligu a o rok později Evropský pohár mistrů. V roce 2006 byl hráčem s nejvíce body v Keltské lize. V letech 1998 až 2002 hrál za sedmičkovou reprezentaci.
Po ukončení hráčské kariéry se stal trenérem. Byl asistentem a později i trenérem Argentiny B, trenér obrany klubu Jaguars a byl součástí tréninkové týmu Leinsteru. V roce 2022 a 2023 byl asistentem argentinské reprezentace a ke konci roku 2023 byl jmenován hlavním trenérem Argentiny.

## Klubová kariéra
- 2001 – 2003 Bristol
- 2003 – 2009 Leinster
- 2009 – 2011 Toulon
- 2011 – 2013 Stade Francais
- 2013 – 2015 Club Newman